# Sprowston
Sprowston est une ville et une paroisse civile du Norfolk, en Angleterre.